# Claudio Aquino
Claudio Ezequiel Aquino (Adrogué, 24 luglio 1991) è un calciatore argentino, centrocampista del Colo-Colo.

## Caratteristiche tecniche
È un centrocampista con attitudini offensive.

## Palmarès

### Club

#### Competizioni nazionali
- Campionato paraguaiano: 2

Cerro Porteño: Apertura 2020, Clausura 2021
- Campionato argentino: 1

Vélez Sarsfield: 2024